# Museum de Vries

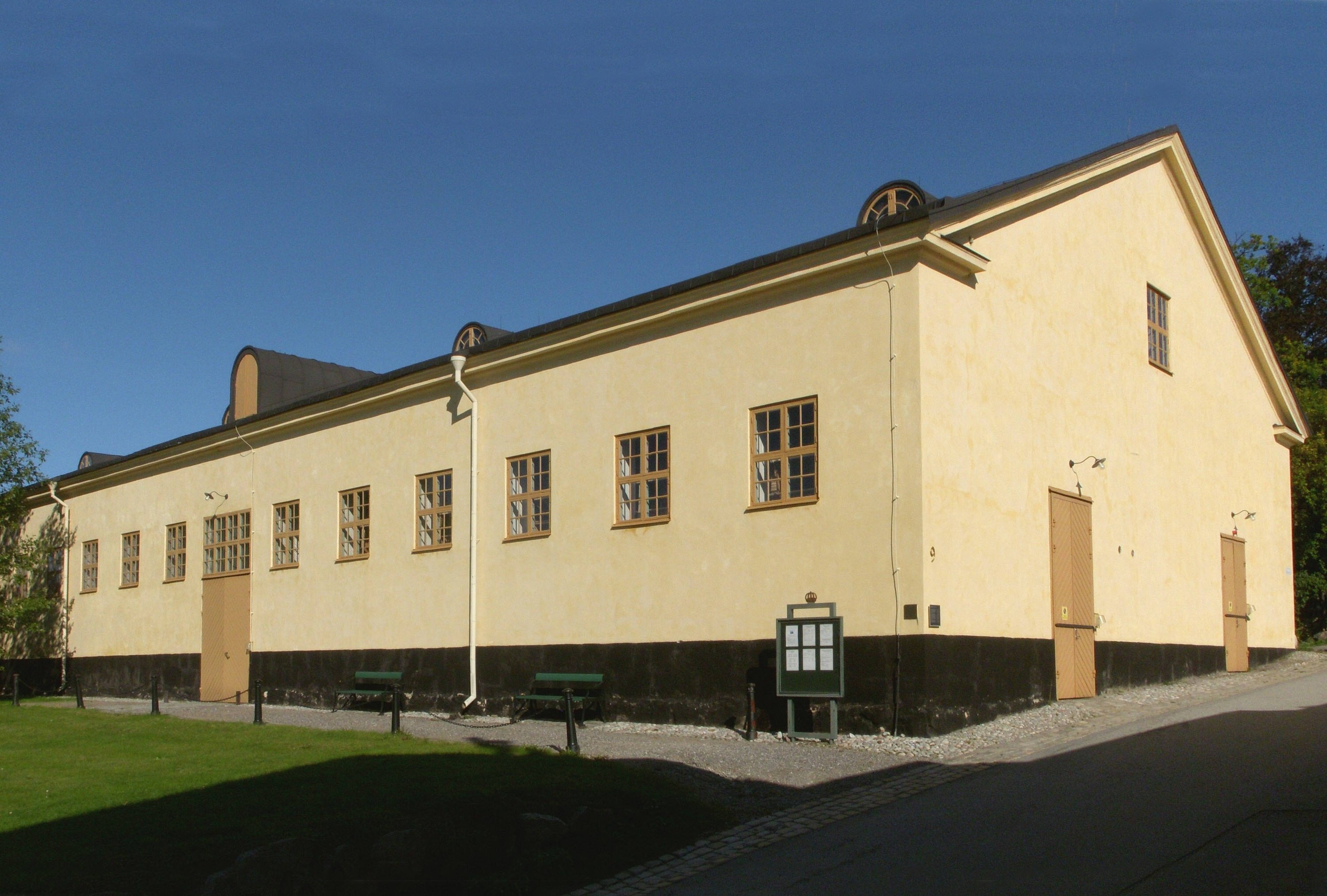
Museibyggnaden i det tidigare dragonstallet på Malmen i Drottningholm

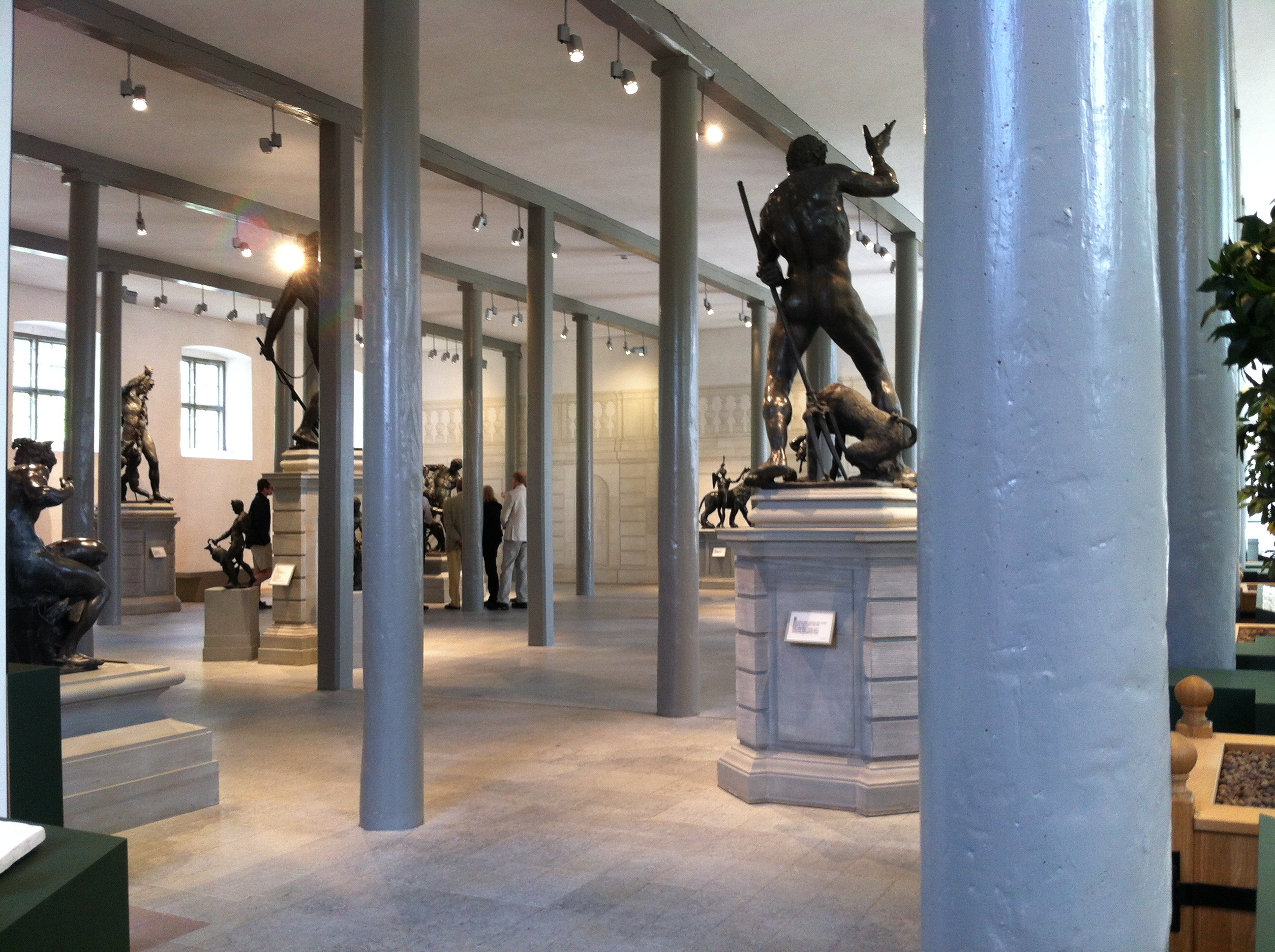
Interiör från Museum de Vries

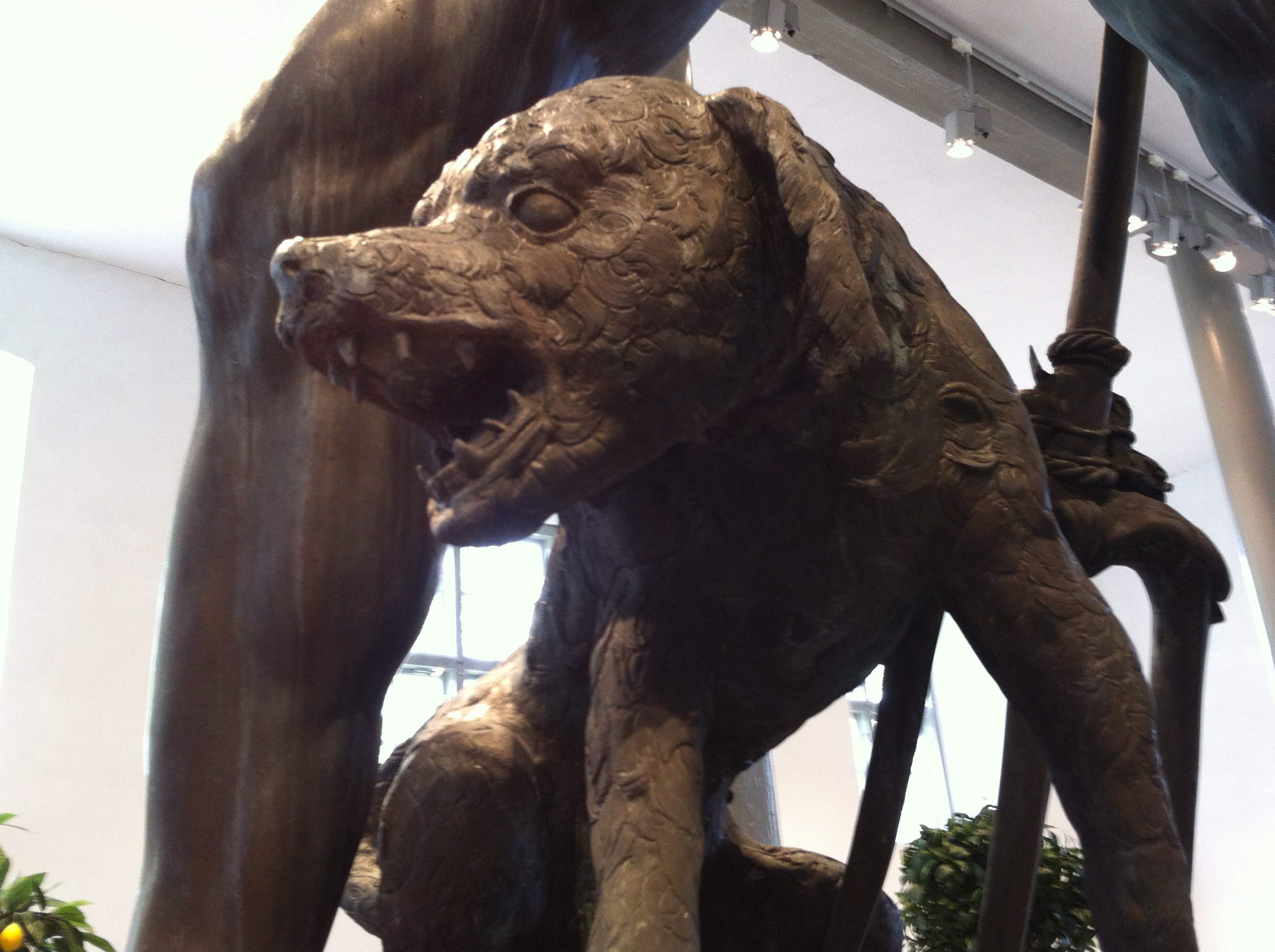
Hund, detalj av Herkuleskulptur

Museum de Vries är ett svenskt statligt skulpturmuseum ägnat åt skulpturer av Adriaen de Vries. Museum de Vries är inrymt i före detta Dragonstallet på Drottningholmsmalmen, nära Drottningholms slott och drivs av Drottningholms slottsförvaltning. I Sverige finns den största samlingen i världen av verk av denne skulptör, som var en av Europas främsta skulptörer i slutet av 1500-talet och början av 1600-talet. Skulpturerna i Museum de Vries ägs av svenska staten genom Nationalmuseum.

## Historik

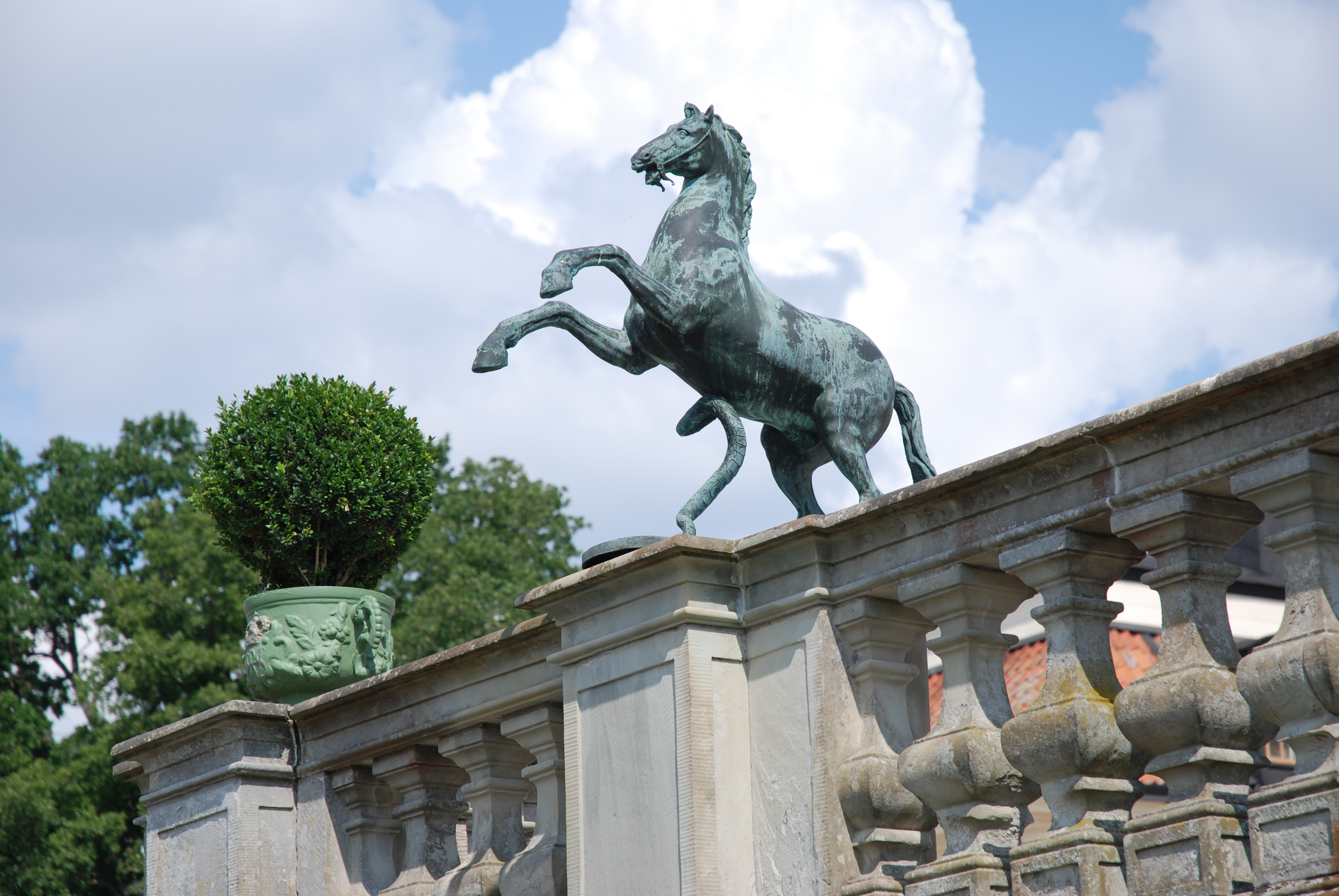
Stegrande häst med orm, Museum de Vries och Drottningholms slottspark

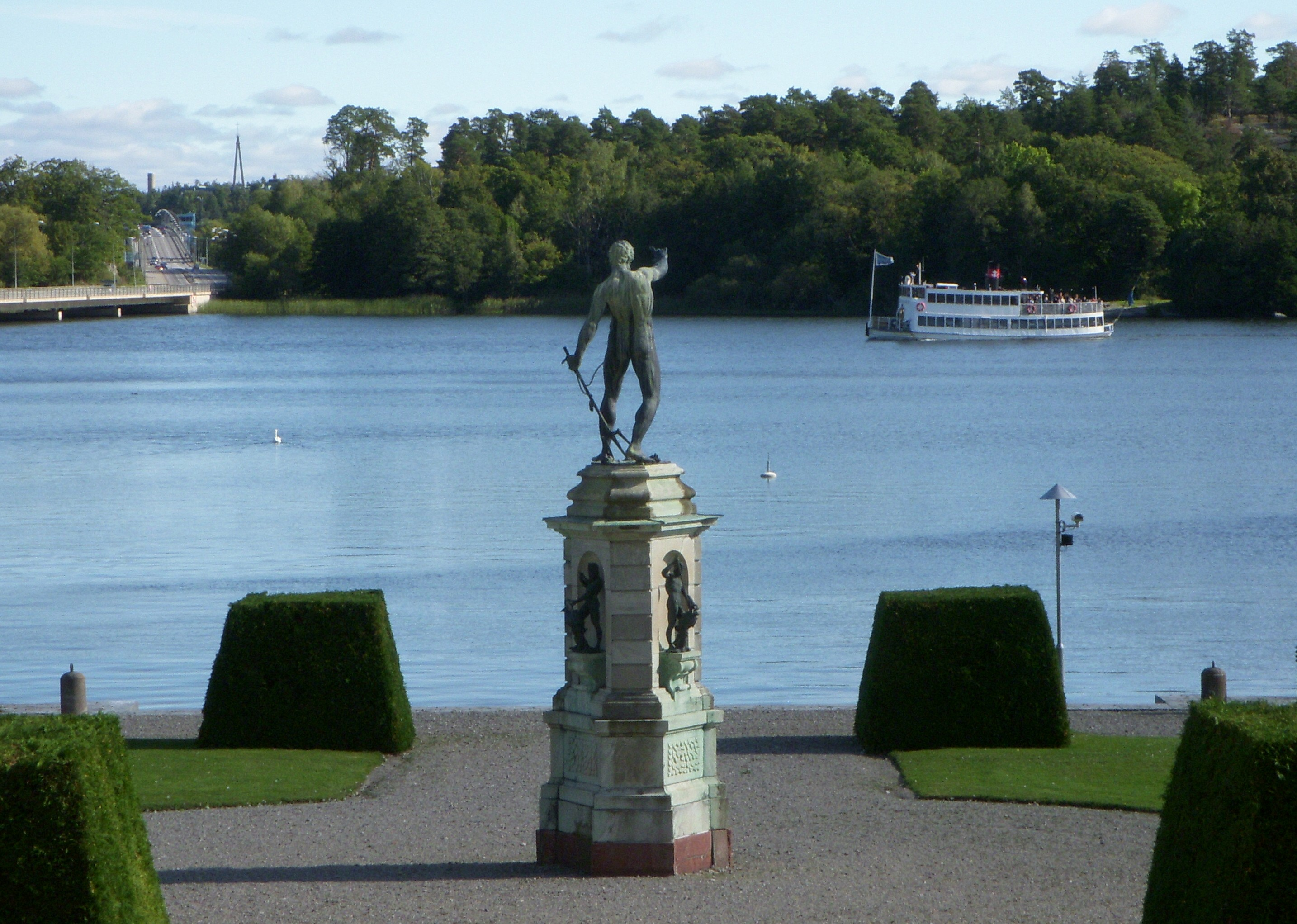
Neptunus med treudd, Museum de Vries och Drottningholm sjöparterren. I sockelns nisch finns de Vries skulptur Flodgud med urna i den version som visar flodguden som en ung man

Museet visar fjorton bronsskulpturer av Adriaen de Vries, vilka är en del av det krigsbyte som svenska arméer tog under trettioåriga krigets sista dagar i juli 1648 i Prag samt av Karl X Gustav vid hans härjning av Frederiksborgs slott i Danmark 1659. Skulpturerna placerades från 1680-talet i Drottningholms slottsträdgård och finns numera i Museum de Vries och i magasin, medan avgjutningar gjorda under 1990-talet och i början av 2000-talet ersatte originalen i slottsparken.
Dragonstallet byggdes på 1810-talet för omkring 100 hästar för dragoncorpsen. Det förvaltas av Statens fastighetsverk och användes efter andra världskriget som fårstall och magasin. Det byggdes om 1999-2001, varvid bottenvåningens stall iordningställdes för Museum de Vries. I utställningslokalen har träpelararna med bitmärken av dragonhästar bevarats.
Museet öppnade i maj 2001. Sedan 2008 är det endast öppet för allmän visning under en dag om året och  i övrigt för gruppvisningar.
Huvuddelen av den svenska samlingen av de Vriesskulpturer i original, gjutna enligt cire perdue-teknik, och också huvuddelen av den del av samlingen som visas i Museum de Vries, ägdes ursprungligen av Albrecht von Wallenstein och fanns i Wallensteinträdgården i Prag. Där finns numera, sedan tidigt 1900-tal, skulpturer i avgjutningar. Även Neptunusfontänen på Frederiksborgs slott har rekonstruerats. Detta skedde i slutet av 1800-talet i samband med att slottet återuppbyggdes efter en förödande brand 1859 och bekostades av mecenaten Carl Jacobsen.

## Skulpturer i museet
- Neptunus med treudd, 206 cm hög, två ton, 1617, (ursprungligen del av Neptunusfontänen på Frederiksborgs slott)
- Fama med lejon, 119 cm hög, 1615-18, (ursprungligen del av Neptunusfontänen på Frederiksborgs slott)
- Flodgud med urna, 1615-18, (en av tre flodgudar, med flodguden representerad i tre åldrar, ursprungligen delar av Neptunusfontänen på Frederiksborgs slott)
- Stegrande häst, anfallen av orm, 95,5 cm hög, 1622
- Laokoon och hans söner, 172 cm hög, 1623
- Bacchus med ung satyr, 184 cm hög, 1624
- Venus och Adonis, 156 cm hög, 1624
- Brottare, 143 cm hög, 1625
- Apollo med båge
- Neptunus med treudd och hund, 183 cm hög, gjuten 1627 (ursprungligen del av en planerad Neptunusfontän i Prag)
- Sittande kvinna med gås, 1625 (ursprungligen del av en planerad Neptunusfontän i Prag)
- Sittande flodgud med treudd och urna, 1625 (ursprungligen del av en planerad Neptunusfontän i Prag)